# Oecetis odanis
Oecetis odanis là một loài Trichoptera trong họ Leptoceridae. Chúng phân bố ở miền Cổ bắc.